# Association française des aficionados practicos
L' Association française des aficionados practicos est une association loi de 1901 créée en 1989, qui regroupe les aficionados auxquels elle propose de pratiquer la tauromachie sous forme de toreo de salon (sans bétail), ou la corrida face à du bétail, ainsi que des activités culturelles autour de la tauromachie.

## Fonctionnement
Elle organise des cours supervisés par des professionnels (matadors, éleveurs) sous forme de stages en Espagne, ou en France. Le plus souvent ces activités se déroulent dans des écoles taurines ou des clubs taurins. 

## Activités
Outre les cours de toreo de salon, l'association organise des manifestations ponctuelles : tientas (fiestas camperas), capeas, ainsi que des stages pour les plus jeunes , mais aussi des manifestations festives et pédagogiques comme le Printemps des jeunes aficionados à Saint-Gilles (Gard).
La première rencontre internationale de jeunes aficionados en France a eu lieu avec des erales de Luc et Marc Jalabert du 31 au 5 avril 2012 dans les arènes d'Arles.
L'association décerne aussi chaque année une médaille.

## Dans le monde
Il existe des associations d'aficionados practicos dans beaucoup de pays, y compris dans ceux où la corrida est interdite comme les États-Unis où la National Association of Taurine Clubs of America organise une réunion chaque année à Madrid. C'est aussi une association de culture taurine qui possède une bibliothèque : la Taurine Bibliophile of America comprenant 1 500 titres en langue anglaise, et qui a organisé un colloque avec pour sujet la corrida et la tauromachie comme culture à préserver. La California academy of tauromaquia  est aussi une des écoles taurines les plus réputées pour les aficionados practicos,.
Les aficionados practicos de pays non-taurins participent aux stages organisés en France, notamment des Danois, des Belges et des Britanniques.
Les associations d'aficionados practicos sont plus nombreuses dans les pays où se pratique la corrida, particulièrement en Espagne, à Séville, dans la province de Tolède et la province de Madrid et dans les écoles taurines, celles Valence (Espagne),  et d'Albacete entre autres. Des feria d'aficionados practicos sont organisées
En Colombie, l'école taurine de Cali a aussi des cours pour aficionados practicos.
En France on compte une huitaine d'écoles taurines qui ouvrent leurs portes aux aficionados practicos.

## Aficionados dans le monde
Le succès des manifestations des associations d'aficionados practicos s'explique par le nombre de clubs taurins répandus dans le monde. Quelques exemples : en Italie, le club taurin de Milan, aux États-Unis, le club taurin de Chula Vista, de Londres.